# Erich Aehnelt
Erich Aehnelt (* 1. Juni 1917 in Obersalzbrunn, Schlesien; † 1. Dezember 1974 in Hannover) war ein deutscher Veterinärmediziner und Hochschullehrer.

## Leben
Aehnelt wurde 1941 an der Tierärztlichen Hochschule Hannover (TiHo) mit der Dissertation Tuberkulose und Tuberkulinisierung bei Ziegen zum Dr. med. vet. promoviert. 1950 habilitierte er sich ebendort über Das Sperma des Hengstes unter Berücksichtigung von Umwelt und Vererbung. Ab 1951 war er als Dozent an der TiHo tätig. Dort wurde er 1955 zum außerplanmäßigen und 1956 zum ordentlichen Professor für Tiergeburtshilfe, Tiergynäkologie und Rinderkrankheiten sowie Direktor der Klinik für Tiergeburtshilfe und -gynäkologie berufen und blieb bis 1974 Leiter der Klinik. Aehnelt lebte in Hannover-Kleefeld.

## Auszeichnungen
Aehnelt war Ehrenmitglied der Tierärztlichen Gesellschaft der Provinz Mantua.
Seit 1977 wird an der Tierärztlichen Hochschule Hannover für besondere Dissertationen der mit 1.000 Euro dotierte Erich-Aehnelt-Gedächtnispreis vergeben, der von der Firma Ludwig Bertram GmbH in Hannover-Laatzen gestiftet wurde.

## Schriften
- Tuberkulose und Tuberkulinisierung bei Ziegen, Dissertation TiHo Hannover 1941
- Das Sperma des Hengstes unter Berücksichtigung von Umwelt und Vererbung, Hannover 1950 (zugleich: Habilitation TiHo Hannover 1951)
- Samenübertragung und Geschlechtsinfektionen beim Rind in Holland, Dänemark und der Schweiz, Kommentator, Frankfurt am Main 1954
- mit Christian Sell: Richtlinien und Vorschläge zur Durchführung der Rinderbesamung, Schaper, Hannover 1960
- Buiatrik: Aus dem Richard-Götze-Haus der Tierärztlichen Hochschule Hannover, Schaper, Hannover 1969